# Amparo (Paraíba)
Amparo é um município do estado brasileiro da Paraíba, localizado na Região Geográfica Imediata de Sumé. Faz parte do Sertão do Cariri (Ocidental) Paraibano.

## Geografia
De acordo com o IBGE (Instituto Brasileiro de Geografia e Estatística), no ano 2006 sua população era estimada em 2.078 habitantes. Área territorial de 122 km².
O município está situado na unidade geoambiental da Depressão Sertaneja. A vegetação nativa predominante é a caatinga hiperxerófila com trechos de floresta caducifólia.
O município está incluído na área geográfica de abrangência do semiárido brasileiro, definida pelo Ministério da Integração Nacional em 2005. Esta delimitação tem como critérios o índice pluviométrico, o índice de aridez e o risco de seca. A estação chuvosa compreende o período de fevereiro a maio, o principal sistema causador de chuvas na região é a Zona de Convergência Intertropical (ZCIT).
Amparo encontra-se inserido nos domínios da Bacia Hidrográfica do rio Paraíba, na Região do Alto Paraíba. Tem como principais tributários os riachos da Jureminha, Cariri, dos Caboclos, do Boi, Soberba, Olho d’ Água, do Açude Novo e da Barroca, a maioria de regime intermitente. Conta com os açudes Escurinho e Pilões, com capacidade de acumulação de 13.000.000 m³, além da Lagoa do Meio.
O município produz feijão, milho, tomate, algodão, goiaba, manga e castanha de caju. Na pecuária, predomina a caprinocultura, além da criação de aves, ovinos e gado bovino.